# Ле-Кер
Ле-Кер (фр. Le Caire, окс. Lo Caire) — коммуна во Франции, находится в регионе Прованс — Альпы — Лазурный Берег. Департамент коммуны — Альпы Верхнего Прованса. Входит в состав кантона Ла-Мот-дю-Кер. Округ коммуны — Форкалькье.
Код INSEE коммуны — 04037.

## Население
Население коммуны на 2008 год составляло 68 человек.
| 1962 | 1968 | 1975 | 1982 | 1990 | 1999 | 2008 |
| ---- | ---- | ---- | ---- | ---- | ---- | ---- |
| 65   | 68   | 69   | 72   | 85   | 76   | 68   |

## Климат
| Показатель                        | Янв. | Фев. | Март | Апр. | Май  | Июнь | Июль | Авг. | Сен. | Окт. | Нояб. | Дек. | Год  |
| --------------------------------- | ---- | ---- | ---- | ---- | ---- | ---- | ---- | ---- | ---- | ---- | ----- | ---- | ---- |
| Средний суточный максимум, °C     | 6    | 8    | 12   | 15   | 19   | 24   | 27   | 27   | 22   | 17   | 10    | 7    | 16,2 |
| Средняя температура, °C           | 1,5  | 3    | 6,5  | 9    | 13   | 17   | 20   | 20   | 16   | 11,5 | 5,5   | 3    | 10,5 |
| Средний суточный минимум, °C      | −3   | −2   | 1    | 3    | 7    | 10   | 13   | 13   | 10   | 6    | 1     | −1   | 4,8  |
| Норма осадков, мм                 | 33   | 29,4 | 28,9 | 43,4 | 38,7 | 40,9 | 33,3 | 36,7 | 46,2 | 63,7 | 48,8  | 34   | 477  |
| Источник: Relevé météo de Tallard |      |      |      |      |      |      |      |      |      |      |       |      |      |

## Экономика
В 2007 году среди 43 человек в трудоспособном возрасте (15—64 лет) 33 были экономически активными, 10 — неактивными (показатель активности — 76,7 %, в 1999 году было 58,0 %). Из 33 активных работали 33 человека (23 мужчины и 10 женщин), безработных не было. Среди 10 неактивных 2 человека были учениками или студентами, 5 — пенсионерами, 3 были неактивными по другим причинам.

## Достопримечательности
- Приходская церковь Св. Архангела Михаила (XVII век)
- Старая фабрика по производству гипса и извести. Исторический памятник